# Saša Bogunović
Saša Bogunović (Újvidék, 1982. december 16. –) szerb labdarúgó.

## Pályafutása
2006 tavaszán a ZTE játékosa volt, május 13-án győztes meccsen betalált a DVTK kapujába.